# Claude Malhuret
Claude Malhuret (ur. 8 marca 1950 w Strasburgu) – francuski polityk, lekarz i samorządowiec, parlamentarzysta krajowy, eurodeputowany III kadencji, mer Vichy.

## Życiorys
Ukończył medycynę na Université Paris-Descartes oraz prawo na Université Panthéon-Sorbonne, uzyskując uprawnienia adwokata. Służbę wojskową odbył w latach 1973–1974 jako lekarz w szpitalu w Maroku. Pracował jako epidemiolog w Światowej Organizacji Zdrowia, był koordynatorem do spraw uchodźców z Kambodży, Laosu i Wietnamu w ramach organizacji Lekarze bez Granic. Od 1977 pełnił funkcję jej przewodniczącego.
Zaangażował się w działalność polityczną w Unii na rzecz Demokracji Francuskiej i współtworzącej ją Partii Republikańskiej. W 1984 założył think tank Liberté sans Frontières. W latach 1986–1988 pełnił funkcję sekretarza stanu ds. praw człowieka w rządzie, którym kierował Jacques Chirac. Od 1989 do 1993 sprawował mandat posła do Parlamentu Europejskiego III kadencji.
W 1989 po raz pierwszy został wybrany na mera Vichy, uzyskując reelekcję w kolejnych wyborach lokalnych do 2014 włącznie i kończąc urzędowanie w 2017. Od 1993 do 1997 zasiadał w Zgromadzeniu Narodowym X kadencji. Działał później w powstałej m.in. na bazie części UDF Unii na rzecz Ruchu Ludowego, którą w 2015 przekształcono w partię Republikanie.
W 2014 wybrany w skład francuskiego Senatu (reelekcja w 2020). W 2017 dołączył do centroprawicowego ugrupowania Agir, później przystąpił do partii Horizons, którą w 2021 założył Édouard Philippe.